# Хаббл IMAX 3D
«Хаббл IMAX 3D» (англ. Hubble 3D) — документальный фильм о телескопе Хаббл и об экспедиции к нему для выполнения технического обслуживания телескопа.
Фильм снят в формате IMAX 3D и показывается только в этом формате. На экраны в США вышел 19 марта 2010 года.
Закадровый текст фильма в английской версии читает Леонардо Ди Каприо.
Фильм снимался в ходе миссии Атлантис STS-125. В титрах фильма перечислены все астронавты входившие в состав экипажа этой экспедиции: Скотт Олтман (Scott Altman), Грегори К. Джонсон (Gregory C. Johnson), Майкл Гуд (Michael Good), Меган Мака́ртур (Megan McArthur), Джон Грансфелд (John Grunsfeld), Майкл Массимино (Michael Massimino), Эндрю Фьюстел (Andrew Feustel).
Видеоматериал в фильме составлен из материалов: снятых камерой IMAX которая находилась на борту шатла Атлантис (миссия STS-125), а также камерами IMAX экспедиций Дискавери STS-31 и Индевор STS-61.